# August Jerndorff
August Andreas Jerndorff (født 25. januar 1846 i Oldenborg, død 28. juli 1906 i København) var en dansk maler og professor, bror til xylografen Just Jerndorff. Hans søn Povl Jerndorff var også maler. Hans fætter Peter Jerndorff var skuespiller.

## Uddannelse
Jerndorff var søn af kongelig oldenborgsk hofmaler Just Jerndorff og Nancy Caroline f. Jones. Han besøgte det von Westenske Institut og blev efter sin konfirmation sat i lære hos malermester Carl Bernhard Lübschitz (far til John Leopold Lübschitz), hvor han forblev i to år. Hans hu stod dog til at blive kunstner, og efter at have gennemgået Teknisk Instituts tegneskole, hvorfra han dimitteredes 1863, kom han ind på Kunstakademiet. Han gennemgik dettes skoler i fem år og fik 1868 afgangsbevis som maler.
Allerede som elev i Teknisk Institut havde Jerndorff arbejdet under vejledning af teatermaler Christian Hetsch; senere kom han i berøring med professor N.L. Høyen, der interesserede sig varmt for ham, og på hvis anbefaling han kom til at male under P.C. Skovgaard. Det er derfor intet under, at han debuterede som landskabsmaler (Landsbygade i Aagerup ved Roskilde, 1866) og hyppig vendte tilbage til denne retning, selv efter at han for længst havde opdaget, at hans begavelse lå på andre områder. Det varede nemlig ikke længe, før kunstneren fandt det felt eller de felter, på hvilke han egentlig hørte hjemme, og hvor han har vundet sit navn. I 1869 fik han den Neuhausenske Præmie for et portræt af pastor L.H. Schmidt og to år efter den lille guldmedalje for en karton: Den barmhjertige Samaritan. Det spor, som disse to arbejder antyder, det religiøse maleri og portrætmaleriet, har Jerndorff senere fulgt med sjælden iver og dygtighed.
Blandt de kristelige emner, kunstneren har behandlet, kan nævnes Episode af Israeliternes Vandring i Ørkenen (1874), Herren taler til Kain efter Abels Drab (1875), Syndfloden (1878), Jairi Datter (1886) og altertavlen til kirken i Nykøbing Mors (1893), vel sagtens det talentfuldeste og ejendommeligste af dem alle. Det udmærker sig, som Jerndorffs kunst i det hele, ved en dygtig, energisk karakteristik; der er alvor, andagt, inderlighed, kærlighed til opgaven og samvittighedsfuldhed i dette billede, men det mangler den bløde, betagende stemning, den ideale skønhed, som griber og fængsler beskueren.
Portrætmalerier
I portrætmaleriet, som Jerndorff har dyrket med udmærket held, viser hans evner som maler og karakterskildrer sig dog størst. Det er også denne retning, der har gjort ham yndet, ja populær; navnlig have de historiske portrætbilleder i Frederiksborgmuseet: General du Plat ved Dybbøl (malet i 1885) og general Bülow ved Fredericia (1890) skaffet ham vel fortjent anseelse. Mange af hans mindre portrætbilleder står fuldt på højde med, ja overgår endog disse, ikke blot i teknisk henseende, men i fornem opfattelse og fin forståelse af den fremstillede personlighed. Jerndorff har malet en lang række kendte mænd som Wilhelm Marstrand, professor Hans Matthison-Hansen, etatsråd J.D. Herholdt, direktør Thorvald Julius Hellmann, Japetus Steenstrup (på Frederiksborgmuseet, marinemaler Vilhelm Melbye, brygger J.C. Jacobsen, professor Christen Thomsen Barfoed, professor Julius Exner, pastor Vilhelm Birkedal, etatsråd L. Müller, biskop Jørgen Swane og mange flere.
Udlandsrejser
I 1875 fik kunstneren Akademiets rejsestipendium på 1600 kr. og året efter det samme beløb. Han drog til Italien, hvor han forblev indtil 1877. Fra dette tidspunkt skriver et ejendommeligt billede sig, der er enestående i kunstnerens produktion: En ung Kvinde, halv draperet, staar lænet ved Sokkelen af en Bygning. Det er et lyrisk digt i farver, en hymne til ungdom og skønhed, fuld af poesi, ynde og livsglæde. Det kan tilføjes, at Jerndorff også har leveret talentfulde keramiske og plastiske arbejder, hvoraf dog kun enkelte er kommet frem for offentligheden.
Jerndorff fik i 1884 Udstillingsmedaljen og blev 1887 medlem af Akademiet. Han udtrådte senere af egen drift af plenarforsamlingen, men var 1887-93 medlem af Akademiraadet. I 1890 konkurrerede han forgæves om professoratet, som gik til Frants Henningsen, men i 1891 fik han titel af professor, i 1897 blev han Ridder af Dannebrog og i 1901 blev han virkelig professor ved Akademiet.
Han ægtede i 1875 Betty Marie Matthison-Hansen, datter af domorganist Hans Matthison-Hansen.
Jerndorff er begravet på Vestre Kirkegård.

## Gengivelser af August Jerndorff
- Selvportrætter ca. 1864 og 1891 (forhen hos Johan Hansen, det ældre på Frederiksborgmuseet)
- Tegning af Christian Bayer 1875 (Frederiksborgmuseet)
- Portrætteret på Erik Henningsens tegning, Bogstaveligheden (Frederiksborgmuseet)
- Tegning af Viggo Johansen 1890. Portrætteret på sammes: Et akademirådsmøde 1904 (Statens Museum for Kunst)
- Maleri af Otto Haslund 1910 hos Udstillingskomiteen på Charlottenborg
- Tegnet selvportræt 1902.
- Xylografier af Carl Poulsen 1884 og af H.C. Olsen 1906 efter fotografi
- Fotografier af Frederik Riise

## Værker

### Landskaber
- Landsbygade i Ågerup, Roskilde (1865)
- Parti fra Vordingborg, Gåsetårnet (1868)
- Udsigt over Roskilde Fjord (1872, Den Hirschsprungske Samling)
- Åbredden, Aarhus (1873, Den Hirschsprungske Samling)
- Solnedgang, Venezias havn (1879, Den Hirschsprungske Samling)
- Strandparti, Vedbæk (1888, Statens Museum for Kunst)
- Udsigt over bugten ved Båstad (1894, Den Hirschsprungske Samling)
- Efterår på heden (1895, Randers Kunstmuseum)
- Udsigt over Skälderviken ved Kullen (1896, Den Hirschsprungske Samling)

### Bibelske kompositioner
- Den barmhjertige samaritan (karton, 1871, lille guldmedalje)
- Episode fra israelitternes vandring i ørkenen (1871, konkurrencearbejde til Akademiets store guldmedalje, ikke antaget)
- Herren taler til Kain efter Abels død (1874, ARoS Aarhus Kunstmuseum, konkurrencearbejde som forannævnte)
- Syndfloden (Rom 1877, Eibeschütz' Præmie)
- Alterbilleder til: Våbensted Kirke; Sankt Peders Kirke i Slagelse (1883); Sankt Clemens Kirke i Nykøbing Mors (1893); Sankt Clemens Kirke i Skive (1899); 12 apostle til Jesuskirken i Valby (1891)

### Portrætter
Selvportrætter, se ovenfor under gengivelser
- Pastor L.H. Schmidt (Neuhausens Præmie 1869)
- C.G. Kuntze med sin søn (1871, Den Hirschsprungske Samling)
- Sigurd Müller (1872, Randers Kunstmuseum)
- Professor Hans Matthison-Hansen ved orglet (1872, Statens Museum for Kunst, Mention Honorable, verdensudstillingen i Paris 1878)
- Wilhelm Marstrand (1872, Udstillingskomiteen ved Charlottenborg)
- Arkitekten J.D. Herholt (1875, Udstillingskomiteen ved Charlottenborg)
- Biskop Otto Laub (1875, Viborg Domkirke)
- Direktør Thorvald Julius Hellmann (1877)[1]
- Barneportræt af Anna Göricke (Udstillingsmedalje 1884)
- Professor Japetus Steenstrup (1885, Frederiksborgmuseet)
- Brygger J.C. Jacobsen (1886, Frederiksborgmuseet)
- Marinemaler Vilhelm Melbye (1886), Udstillingskomiteen ved Charlottenborg))[1]
- Etatsråd, numismatiker Ludvig Müller (1886, familieeje)[1]
- Pastor Vilhelm Birkedal (1887, Frederiksborgmuseet)
- Professor Julius Exner (1887, Udstillingskomiteen ved Charlottenborg)
- Arkitekt Thorvald Bindesbøll i en granskov på Kullen (1889, Statens Museum for Kunst)
- Biskop Jørgen Swane (1890, Viborg Domkirke)
- Maler Henrik Olrik (1890)[1]
- Brygger Carl Jacobsen (1893, Frederiksborgmuseet)
- Konseilspræsident J.B.S. Estrup (1895, Frederiksborgmuseet)
- Professor Julius Thomsen (1896, Frederiksborgmuseet)
- Professor Christen Thomsen Barfoed (1896, Carlsberg Laboratorium)[1]
- Enrico Dalgas (1897, Frederiksborgmuseet)
- Et møde mellem finansmænd om danske foretagender i Østen (1904-06, fuldført af Frants Henningsen)
- Bernhard Bang (1906, Frederiksborgmuseet)
- Officersportrætter fra Treårskrigen og 2. Slesvigske Krig (alle på Frederiksborgmuseet): Glode du Plat (1885); Frederik Rubeck Henrik von Bülow (1890, buste i gips som forarbejde hertil i Museet på Koldinghus); N.C. Lunding (1892); Olaf Rye (1895); admiral N.F. Ravn (1898).

### Dekorationsarbejder
Han ledede restaureringen af Constantin Hansens og Georg Hilkers dekoration på Københavns Universitet 1878 og 1900-05 og fik kort før sin død overdraget arbejdet med restaureringen af Jørgen Sonnes frise på Thorvaldsens Museum, men nåede ikke at begynde.
Bogillustrationer m.m.:
- Romaner og Digte udg. af Chr. Richardt, 1882.
- Johannes Ewald: Liden Gunver, 1884.
- Adam Oehlenschläger: Aarets Evangelium, 1884.
- Svend Grundtvig: Danske Folkeæventyr, 1884.
- Fru Ingelils Døtre, 1889 (originaltegning i Den Hirschsprungske Samling).
- Holger Drachmann: Troldtøj, 1890 (s.m. Thorvald Bindesbøll og Joakim Skovgaard, original i Nasjonalgalleriet, Oslo).

Andet:
- Forslag til ny 10-kr.-seddel (1888, s.m. Thorvald Bindesbøll, ikke benyttet)
- Plakat til Raadhusudstillingen, København 1901.
- Bogbind til Forening for Boghaandværk o.a. (tegninger i Designmuseum Danmark)
- Har sammen med Andreas Clemmensen, Thorvald Bindesbøll, brødrene Skovgaard m.fl. udført keramik i Utterslev omkring 1885-87 (værker i Designmuseum Danmark).

Tegninger og grafik i Kobberstiksamlingen, Den Hirschsprungske Samling og i familieeje.

## Billeder
| - Værker af August Jerndorff - Domorganist Hans Matthison-Hansen, Jerndorffs svigerfar, 1872 - Brygger J.C. Jacobsen, 1886 - Kunstnerens datter Margrethe, 1886 - Skuespiller Peter Jerndorff og hustru Amalie, 1890 - Brygger Carl Jacobsen, 1893 - Marie Oppermann, 1894 - Konseilspræsident J.B.S. Estrup, 1895 - General Olaf Rye, 1895 - Betty Jerndorff, f. Matthison-Hansen, kunstnerens hustru, 1895 - Vekselerer David Baruch Adler, 1900 - Vejingeniør Enrico Dalgas, 1901 - Generaldirektør Isaac Wilhelm Tegner. Ukendt dato |